# Isicabu
Isicabu is een geslacht van spinnen uit de  familie van de Cyatholipidae.

## Soorten
- Isicabu henriki Griswold, 2001
- Isicabu kombo Griswold, 2001
- Isicabu margrethae Griswold, 2001
- Isicabu reavelli Griswold, 1987
- Isicabu zuluensis Griswold, 1987